# Denharten (Tann)
Der Vierseithof Denharten ist ein denkmalgeschützter historischer Bauernhof in der Einöde Denharten bei Tann im niederbayerischen Landkreis Rottal-Inn. Er gilt als typisches Beispiel eines Rottaler Vierseithofs aus dem 19. Jahrhundert und wurde durch seine aufwändige Restaurierung mehrfach ausgezeichnet. Heute dient er als Wohnsitz und Veranstaltungsort und ist regelmäßig am Tag des offenen Denkmals zugänglich.

## Lage
Der Vierseithof befindet sich in der kleinen Ortschaft Denharten, nordwestlich des Marktes Tann, im südlichen Niederbayern. Die postalische Adresse lautet: Denharten 1, 84367 Tann.

## Geschichte
Die erstmalige urkundliche Erwähnung des Hofes geht auf das Jahr 1474 zurück. Der heutige Gebäudebestand stammt im Wesentlichen aus dem Jahr 1853, was an mehreren Bauspuren und Jahresangaben an den Gebäuden belegt ist. Der Vierseithof zeigt eine für die Region typische Struktur und Bauweise mit durchgängiger Nutzung von Ziegelmauerwerk in Sichtbauweise.

## Architektur
Der Vierseithof besteht aus vier um einen Innenhof gruppierten Gebäuden:
- Wohnstallhaus (zweigeschossig, Treppengiebel, Kreuz- und Hängegewölbe im Erdgeschoss)
- Stallgebäude (zweigeschossig, Ziegelbau mit Halbwalmdach)
- Remise mit Arkaden (offene Halle, früher zur Lagerung landwirtschaftlicher Geräte)
- Stadel (großer, geziegelter Bau mit Zinnengiebel und flach geneigtem Satteldach)

Die Bauweise in Sichtziegel (Blankziegel) ist typisch für die zweite Hälfte des 19. Jahrhunderts im Rottal. Besonders hervorzuheben sind die dekorativen Zierelemente an den Giebeln und die durchdachte Erschließung des Innenhofes mit Funktionstrennung der Wirtschafts- und Wohnbereiche.

## Denkmalpflege
Der Vierseithof ist in der Denkmalliste des Bayerischen Landesamts für Denkmalpflege unter der Nummer D-2-77-148-18 eingetragen. Der denkmalpflegerische Wert ergibt sich aus dem hervorragenden Erhaltungszustand und der Repräsentation eines voll ausgebauten Vierseithofs in historisch gewachsener Form.
Für die aufwändige Restaurierung und denkmalgerechte Nutzung wurde der Hof mit mehreren Preisen ausgezeichnet:
- Denkmalpreis des Bezirks Niederbayern (2015)
- Denkmalmedaille des Bayerischen Staatsministeriums für Wissenschaft und Kunst
- Denkmalpreis der Hypo-Kulturstiftung

## Nutzung
Heute dient der Vierseithof als Gästehaus und wird regelmäßig für kulturelle Veranstaltungen geöffnet. Ein umgebauter ehemaliger Wirtschaftstrakt dient heute als Veranstaltungsraum mit ca. 100 Sitzplätzen, in dem Konzerte, Lesungen und Vorträge stattfinden.
Der Hof beteiligt sich seit 2016 regelmäßig am Tag des offenen Denkmals, wodurch Besucher aus der Region Einblick in die restaurierten Gebäude und den gepflegten Hofgarten erhalten.

## Gartenanlage
Ein wesentlicher Bestandteil der heutigen Hofanlage ist der traditionelle Bauerngarten, der von den Eigentümern mit großem Aufwand gepflegt wird. Rosenbeete, Kräuter- und Gemüsegärten sowie Zierpflanzen umgeben den Innenhof. Der Garten wird auch im Rahmen des Tags der offenen Gartentür öffentlich gezeigt und geschätzt.

## Rezeption
Der Hof wurde in der regionalen Presse, unter anderem in der Passauer Neuen Presse und im Wochenblatt Rottal-Inn, mehrfach als Vorzeigeprojekt der Denkmalpflege gelobt. Auch in Fachpublikationen über ländliche Baukultur wird er erwähnt.